# Economia d'Uganda

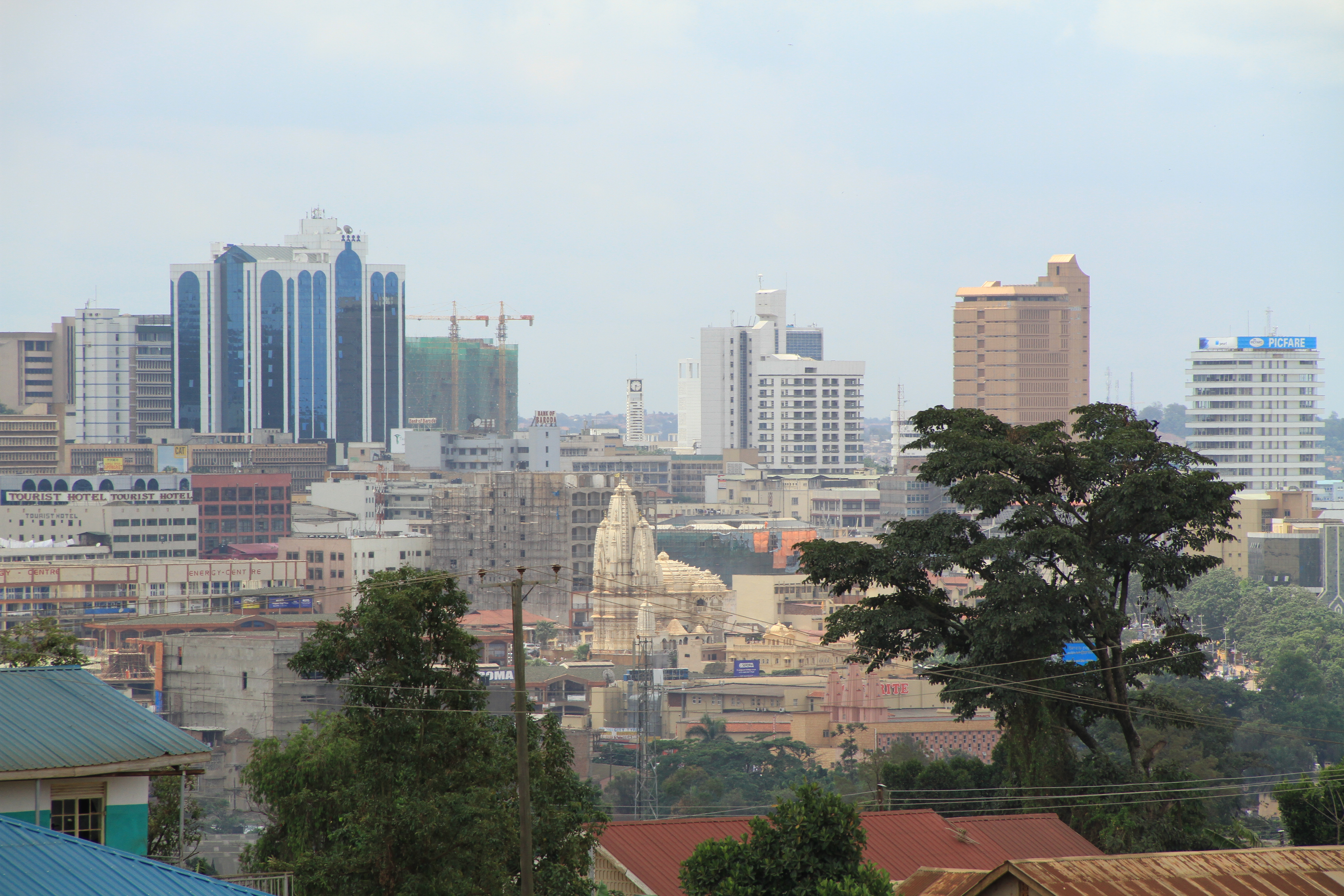
Edificis en Kampala.

L'economia d'Uganda té un gran potencial. Posseeix significants recursos naturals, com a terres fèrtils, pluges regulars i dipòsits de coure, or i altres minerals, a més de la descoberta recent de petroli. Encara no va ser fet un inventari complet dels dipòsits minerals del país. L'agricultura és el principal sector econòmic del país, i empra més de 80% de la mà d'obra. El cafè és el principal producte exportat.
Des de 1966 el país compta amb el seu propi Banc central.
Uganda semblava estar llista per a un ràpid creixement econòmic i desenvolupament després de la independència, no obstant això, la inestabilitat política crònica i el maneig econòmic erràtic va produir un rècord en la persistència de la caiguda econòmica que va deixar a Uganda entre els països més pobres i menys desenvolupats del món.
Després del govern de Idi Amin, en 1981, el país va començar un programa amb la intenció de recuperar l'economia domèstica, pel qual va rebre considerable assistència des de l'estranger. Cap a intervinguts de 1984, no obstant això, massa polítiques d'expansió fiscal i monetària i un nou esclat de guerra civil va conduir a nous problemes en el desenvolupament econòmic.
Des de l'assumpció al poder de Yoweri Museveni, al començament de 1986, el govern ha fet grans passos cap a la rehabilitació econòmica. La infraestructura del país (especialment els sistemes de transport i comunicacions, que havien estat destruïts per la guerra i l'abandó) ha estat reconstruïda. Reconeixent la necessitat de l'increment de l'ajuda externa, Uganda va negociar en 1987 amb el FMI i el Banc Mundial. Posteriorment va començar a implementar polítiques econòmiques destinades a restaurar l'estabilitat dels preus i la sostenibilitat de la balança de pagaments, millorant la capacitat instal·lada, rehabilitant la infraestructura, restaurant els incentius per als productors a través de polítiques de preus i millorant la mobilització i localització de recursos en el sector públic. Aquestes polítiques van produir resultats positius. La inflació, que va arribar el 240% en 1987 i al 42% al juny de 1992, va ser del 5,4% l'any fiscal 1995-96 i del 7,3% en el 2003.
La inversió, com un percentatge del PIB va ser estimada en un 20,9% en 2002, comparada amb el 13,7% en 1997. Les inversions del sector privat, àmpliament finançades per transferències privades des de l'exterior, van ser del 14,9% del PIB del 2002. Les reserves nacionals brutes, vistes com un percentatge del PIB, van ser estimades en un 5,5 pel 2002. El govern d'Uganda també ha treballat amb els països creditors per reprogramar o cancel·lar porcions substancials de la seva deute extern.
D'acord amb les estadístiques del FMI, en 2004, la renda per capita d'Uganda aconseguia els 300 dòlars, un nivell molt més alt que en els vuitanta, però encara es mantenia a la meitat de la mitjana de l'Àfrica subsahariana. El PIB total per a aquest mateix any va aconseguir els 8.000 milions de dòlars.
La major part de la indústria està relacionada a l'agricultura. El sector industrial ha estat rehabilitat per reprendre la construcció i la producció de materials de construcció com a ciment, planxes de sostre corrugat i pintura. Els productes de consum intern que es fan a Uganda inclouen: plàstics, sabó, suro, cervesa i begudes sense alcohol.